# フィアット G.49
フィアット G.49
フィアット G-49 ver.1
- 用途：練習機
- 設計者：ジュゼッペ・ガブリエッリ
- 製造者：フィアット
- 運用者：イタリア空軍
- 初飛行：1952年9月

フィアット G.49（Fiat G.49）は、ジュゼッペ・ガブリエッリにより設計されフィアット社で製造された複座の基本練習機である。

## 設計と開発
G.49は、第二次世界大戦時代の米国製ノースアメリカン T-6高等練習機を代替するためにガブリエッリにより設計され、1952年9月に初飛行を行った。引き込み式の尾輪式降着装置をもつ全金属製低翼単葉機であり、訓練生と教官がタンデム複座に座るコックピットは高いキャノピーで完全に覆われていた。アルヴィス レオニデス 星型エンジンを搭載したG.49-1とプラット・アンド・ホイットニー R-1340 星型エンジンを搭載したG.49-2という2つの派生型があった。

## 運用の歴史
G.49は販売されることは無く、極少数がイタリア空軍により運用された。

## 派生型
G.49-1
出力425 kW (570 hp)のアルヴィス レオニデス 502/4 Mk 24 星型エンジンを搭載
G.49-2
出力455 kW (610 hp)のプラット・アンド・ホイットニー R-1340 星型エンジンを搭載

## 運用
イタリア
- イタリア空軍

## 要目
(G.49-2) The Illustrated Encyclopedia of Aircraft (Part Work 1982-1985), 1985, Orbis Publishing, Page 1798
- 乗員：2名
- 全長：9.50 m (31 ft 2 in)
- 全幅：13 m (42 ft 7¾ in)
- 全高：2.65 m (8 ft 8¼ in)
- 空虚重量：2,240 kg (4,983 lb)
- 全備重量：2,860 kg (6,305 lb)
- エンジン：1 × プラット・アンド・ホイットニー R-1340-S3H1 星型エンジン、455 kW (610 hp)
- 最大速度：370 km/h (230 mph)
- 巡航高度：6,800 m (22,310 ft)
- 航続距離：1,900 km (1,181 miles)